# Freising (distrito)
Freising, por vezes aportuguesado para Frisinga, é um distrito da Alemanha, na região administrativa da Alta Baviera, estado da Baviera.

## Cidades e Municípios
| | |
| - Cidades: 1. Freising 2. Moosburg an der Isar - Municípios: 1. Au in der Hallertau 2. Eching 3. Fahrenzhausen 4. Hallbergmoos 5. Hohenkammer 6. Kirchdorf an der Amper 7. Kranzberg 8. Langenbach 9. Marzling 10. Nandlstadt 11. Neufahrn 12. Rudelzhausen | - Verwaltungsgemeinschaften 1. Allershausen 1. Allershausen 2. Paunzhausen 2. Mauern 1. Gammelsdorf 2. Hörgertshausen 3. Mauern 4. Wang 3. Zolling 1. Attenkirchen 2. Haag an der Amper 3. Wolfersdorf 4. Zolling |